# Chiesa di San Rocco (Ajaccio)
La chiesa di San Rocco di Ajaccio (in francese: Église Saint-Roch) è un'opera architettonica in stile neoclassico dell'architetto locale Barthélemy Maglioli (1856 - 1909).
Il Maglioli aveva presentato un suo primo progetto nel 1885, ma vista l'enorme mole dell'edificio il progetto fu modificato ed infatti la facciata ed il campanile rimasero per lungo tempo incompleti.